# Bisdom Ciudad Victoria
Het bisdom Ciudad Victoria (Latijn: Dioecesis Civitatis Victoriensis) is een rooms-katholiek bisdom met als zetel Ciudad Victoria, in Mexico. Het bisdom is suffragaan aan het aartsbisdom Monterrey. 

## Geschiedenis
Het bisdom werd opgericht op 21 december 1964, uit delen van de bisdommen Matamoros en Tampico. Het bisdom Tampico heette van 1870 tot 1958 bisdom Ciudad Victoria-Tamaulipas.

## Parochies
Het bisdom had in 2021 een oppervlakte van 39.720 km2 en telde 507.500 inwoners waarvan 84,9% rooms-katholiek was.

## Bisschoppen
- José de Jesús Tirado Pedraza (1 april 1965 - 25 januari 1973)
- Alfonso de Jesús Hinojosa Berrones (12 februari 1974 - 10 april 1985)
- Raymundo López Mateos (20 december 1985 - 3 november 1994)
- Antonio González Sánchez (3 november 1995 - 30 maart 2021)
  - Rogelio Cabrera López (apostolisch administrator: 30 maart 2021 - 17 november 2021)
- Oscar Efraín Tamez Villarreal (23 september 2021  - heden)

Monterrey (aartsbisdom) · Ciudad Victoria · Linares · Matamoros · Nuevo Laredo · Piedras Negras · Saltillo · Tampico